# گوندلفینگن
گوندلفینگن (به آلمانی: Gundelfingen) یک شهر در آلمان است که در برایگاو-هخشوارتسوالد واقع شده‌است.

## خواهرخوانده
شهرهای Meung-sur-Loire، Bieruń و شایبنبرگ خواهرخوانده‌های گوندلفینگن هستند.